# Marsjöspel
Marsjöspel, även kallat kisaspel eller tändsticksspel, är ett sällskapsspel med en vanlig tändsticksask som enda speltillbehör.
Deltagarna turas om med att placera tändsticksasken vid en bordskant så att asken skjuter ut över kanten med en tredjedel av sin längd, och slår eller knäpper därefter till asken underifrån med ett finger så att den snurrar runt flera varv i luften. Asken kan landa på bordet på fyra olika sätt, vilket resulterar i olika antal poäng.
Hamnar asken på högkant får spelaren 25 poäng, på långkant (alltså på ett av plånen) 10 poäng, rättvänd (med etiketten upp) 1 poäng och upp och ned 0 poäng. Slag som ger poäng berättigar till nya slag till dess asken hamnar upp och ned, varvid turen går vidare till nästa spelare. Den som först uppnår 100 poäng har vunnit. Andra sätt att räkna poäng förekommer, till exempel 10 poäng för högkant, 5 för långkant och 2 för etiketten uppåt.